# HD 158614
HD 158614 är en dubbelstjärna i den mellersta delen av stjärnbilden Ormbäraren. Den har en kombinerad skenbar magnitud av ca 5,31 och är svagt synlig för blotta ögat där ljusföroreningar ej förekommer. Baserat på parallaxmätning inom Hipparcosuppdraget på ca 61,2 mas, beräknas den befinna sig på ett avstånd på ca 53 ljusår (ca 16 parsek) från solen. Den rör sig närmare solen med en heliocentrisk radialhastighet på ca -77 km/s. och beräknas komma inom ett avstånd av 11 ljusår om ca 196 000 år. Stjärnan är en tänkbar medlem i rörelsegruppen Zeta Herculis, men kemiska underskott verkar kunna motsäga detta.

## Egenskaper
Primärstjärnan HD 158614 A är en gul till vit underjättestjärna av spektralklass G9 IV-V. Den har en massa som är ungefär en solmassa, en radie som är ca 1,7 solradier och har ca 2,5 gånger solens utstrålning av energi från dess fotosfär vid en effektiv temperatur av ca 5 500 K.
Paret visades vara en dubbelstjärna av F. G. W. Struve 1827 och fick katalognamnet Σ 2173 (nu STF 2173). Sedan dess har flera omlopp genomförts, som ger omloppselement som visar en period på 46,3 år och en excentricitet på 0,17. De två komponenterna har båda en liknande spektralklass av G9IV-V. De visar nästan ingen variation i luminositet, men en av stjärnorna verkar variera med 0,002 i magnitud. Båda komponenterna har en något lägre massa än solen på 96 procent respektive 95 procent.